# Ѳ
Pour les articles homonymes, voir O barré.

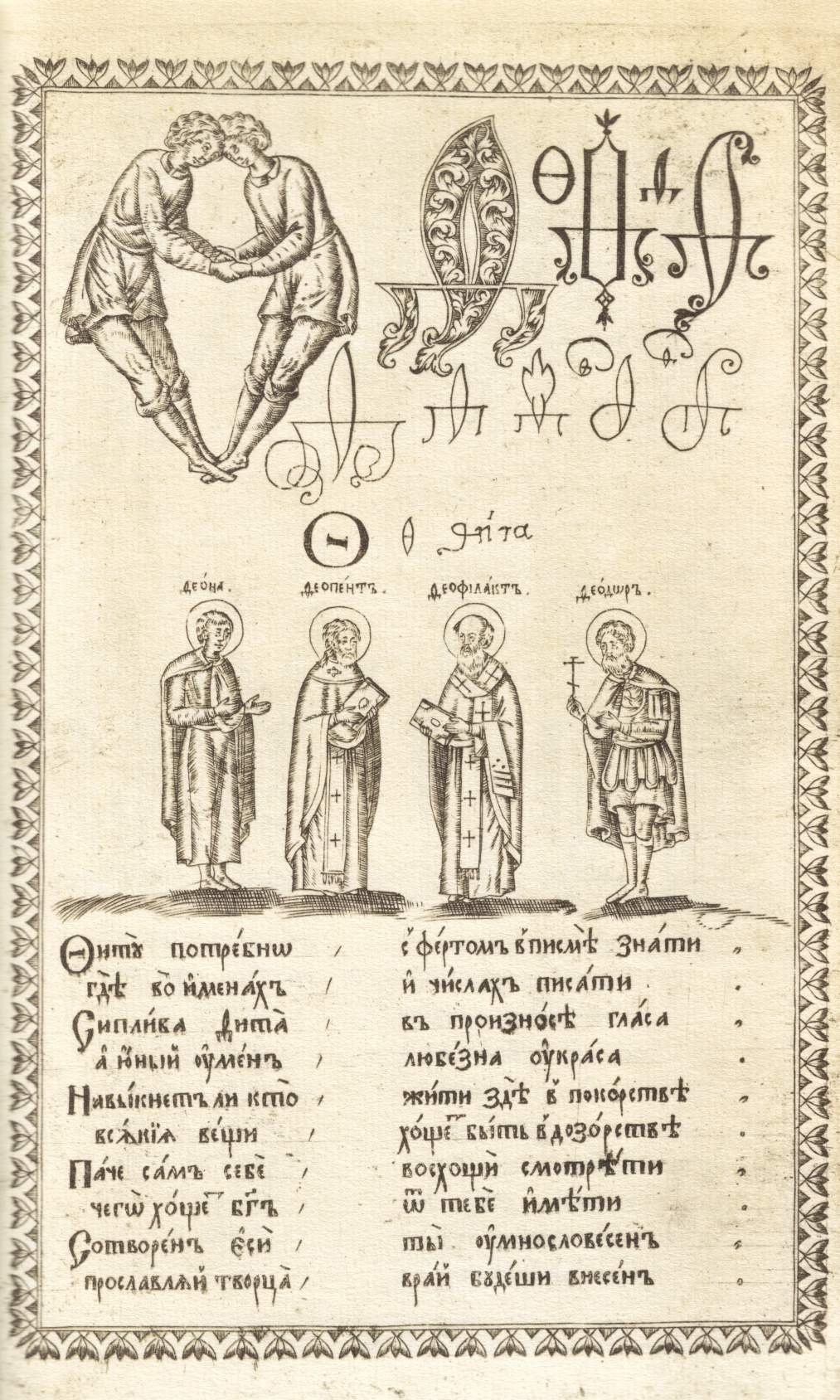
Les formes du fita dans l’Alphabet de Karion Istomin de 1694.

Fita (Ѳ, ѳ) (en russe : фита́ (fitá), avant la réfome ѳита́ (f̀itá), en slavon septentrional : ѳита (f̀ita)) est une lettre de l’alphabet cyrillique (la 40e de l'ancien alphabet), utilisée dans l’orthographe russe avant 1918, qui dérive de la lettre grecque Thêta (Θ, θ).
Cette lettre était principalement utilisée pour écrire des noms propres issus du grec. Les Slaves, qui adoptèrent cette notation, la prononçaient [f] au lieu du son correct [θ] (comme dans l’anglais think) ; par exemple « Theodor » serait prononcé « Fiodor ». Cette lettre faisant doublon avec la lettre F de l'alphabet cyrillique (Ф, ф), elle fut supprimée du russe en 1918.
Fita ne doit pas être confondue avec la voyelle qui lui ressemble, prononcée [œ] (Ө, ө), encore utilisée aujourd’hui pour écrire le kazakh, le kirghize et le mongol.
Son Unicode est 0472 pour la majuscule et 0473 pour la minuscule.